# Arthur Onslow
Arthur Onslow (3. září 1691 – 17. února 1768) byl britský politik ze starobylého šlechtického rodu Onslow. Politicky náležel k whigům a v dějinách Spojeného království byl nejdéle úřadujícím předsedou Dolní sněmovny (funkci zastával přes třicet let v letech 1728–1761). Kromě toho vykonával vysoké funkce u královského dvora i ve vládě. Na jeho počest bylo pojmenováno hrabství Onslow County v Severní Karolíně.

## Politická kariéra
Pocházel ze starobylého šlechtického rodu připomínaného od 12. století, byl synem poslance Foota Onslowa (1655–1710), Arthurův mladší bratr Richard (1697–1760) dosáhl v armádě hodnosti generála. Nedokončil studia v Oxfordu, ale od roku 1713 působil v justici. Politickou kariéru zahájil jako tajemník ministra financí (1714–1715), jímž byl tehdy jeho strýc Richard Onslow. Od roku 1718 byl soudcem v Guildfordu, za toto město byl v roce 1720 poprvé zvolen do Dolní sněmovny, od roku 1727 byl poslancem za hrabství Surrey, kde měla rodina majetkové zájmy. V parlamentu se připojil k whigům a proslul svým odporem ke katolíkům, v roce 1726 byl jedním ze žalobců zkorumpovaného lorda kancléře hraběte z Macclesfieldu.
Po nástupu Jiřího II. na trůn a posílení whigistických pozic dosáhl dalšího vzestupu a v roce 1728 byl zvolen předsedou Dolní sněmovny, od roku 1728 byl zároveň členem Tajné rady. Svým veřejným působením byl blízkým dvoru, zároveň patřil ke stoupencům a blízkým přátelům premiéra R. Walpola. Za dlouholeté vlády R. Walpola a jeho nástupce H. Pelhama měl značný podíl na klidném fungování Dolní sněmovny. Do funkce předsedy Dolní sněmovny byl zvolen celkem pětkrát bez námitek opozice (1728, 1735, 1741, 1747 a 1757). V letech 1729–1737 byl kancléřem královny Karolíny a jako správce námořních financí (Navy Treasurer) byl též členem vlády (1734–1742). Jako dlouholetý předseda parlamentu požíval mimořádné vážnosti a v době všeobecné korupce proslul svou bezúhonností. V sedmdesáti letech opustil politiku a za zásluhy získal pro sebe i své potomky státní rentu ve výši 3 000 liber ročně, na rozdíl od většiny předsedů Dolní sněmovny neobdržel po ukončení kariéry šlechtický titul.
Byl též členem městské rady v Londýně, kurátorem Britského muzea a na jeho počest byl v roce 1739 pojmenován okres Onslow County v Severní Karolíně.
V roce 1720 se oženil s Anne Brydges (1706–1766), dědičkou panství Imber Court v hrabství Surrey, zdejší zámek se stal Arthurovým hlavním sídlem. Z jejich manželství pocházely dvě děti, syn George (1731–1814) byl v roce 1801 povýšen na hraběte.